# Pegaso (revista)
Pegaso fue una revista mensual dedicada a las letras, artes y ciencias como lo dice su subtítulo.

## Historia
Fue editada por primera vez en junio de 1918 en Montevideo bajo la dirección de César Miranda y José María Delgado, contaba entre su equipo de redactores a Vicente Salaverri, Wifredo Pi, Montiel Ballesteros
Directores y Redactores
- César Miranda
- José María Delgado
- Vicente Salaverri
- Wifredo Pi
- Montiel Ballesteros
- José Gervasio Antuña
- Telmo Manacorda

Entre sus colaboradores, además de los redactores estuvieron Horacio Quiroga, Emilio Frugoni, Fernán Silva Valdez entre otros.